# Ormenoides venusta
Ormenoides venusta är en insektsart som först beskrevs av Melichar 1902.  Ormenoides venusta ingår i släktet Ormenoides och familjen Flatidae. Inga underarter finns listade i Catalogue of Life.